# Oreoneta intercepta
Oreoneta intercepta är en spindelart som först beskrevs av O. Pickard-Cambridge 1873.  Oreoneta intercepta ingår i släktet Oreoneta och familjen täckvävarspindlar. Inga underarter finns listade i Catalogue of Life.